# Campeonato Mundial de Atletismo Júnior de 2012 - Salto triplo masculino
A prova do salto triplo masculino do Campeonato Mundial de Atletismo Júnior de 2012 ocorreu entre os dias 13 e 15 de julho em Barcelona, na Espanha. 

## Recordes
Antes desta competição, os recordes mundiais e do campeonato nesta prova eram os seguintes:
|     | Nome           | Nacionalidade     | Distância | Local  | Data                   |
| --- | -------------- | ----------------- | --------- | ------ | ---------------------- |
| WJR | Volker Mai     | Alemanha Oriental | 17.50 m   | Erfurt | 23 de junho de 1985    |
| CR  | Yoelbi Quesada | Cuba              | 17.04 m   | Seul   | 19 de setembro de 1992 |

## Medalhistas
| Ouro                 | Prata              | Bronze                     |
| Pedro Pichardo (CUB) | Artem Primak (RUS) | Latario Collie-Minns (BAH) |

## Cronograma
Todos os horários são locais (UTC+1).
| Data        | Hora  | Evento       |
| ----------- | ----- | ------------ |
| 13 de julho | 18:05 | Qualificação |
| 15 de julho | 18:35 | Final        |

## Resultados

### Qualificação
Qualificação: 15,90 m (Q) ou pelo menos melhor 12 qualificado (q) 
| Posição | Grupo | Atleta               | Nacionalidade     | Tentativas | Tentativas | Tentativas | Resultados | Notas                |
| Posição | Grupo | Atleta               | Nacionalidade     | 1          | 2          | 3          | Resultados | Notas                |
| ------- | ----- | -------------------- | ----------------- | ---------- | ---------- | ---------- | ---------- | -------------------- |
| 1       | A     | Pedro Pichardo       | Cuba              | 16.64      |            |            | 16.64      | Q                    |
| 2       | A     | Latario Collie-Minns | Bahamas           | 15.69      | 16.51      |            | 16.51      | Q                    |
| 3       | B     | Artem Primak         | Rússia            | 16.47      |            |            | 16.47      | Q                    |
| 4       | B     | Haitao Fu            | China             | 16.07      |            |            | 16.07      | Q                    |
| 5       | B     | Daniel Pacheco       | Espanha           | X          | 15.83      | 16.00      | 16.00      | Q                    |
| 6       | A     | Georgi Tsonov        | Bulgária          | X          | 15.76      | 15.97      | 15.97      | Q                    |
| 7       | B     | Simon Karlén         | Suécia            | 15.21      | 15.95      |            | 15.95      | Q,                   |
| 8       | B     | Clive Pullen         | Jamaica           | 15.92      |            |            | 15.92      | Q,                   |
| 9       | B     | Kauam Bento          | Brasil            | 15.56      | 15.91      |            | 15.91      | Q                    |
| 10      | A     | Henrique da Silva    | Brasil            | 15.81      | 15.68      | 15.80      | 15.81      | q,                   |
| 11      | B     | Nikólaos Tsiókos     | Grécia            | 15.79      | 15.14      | X          | 15.79      | q                    |
| 12      | A     | Lasha Gulelauri      | Geórgia           | 15.22      | 15.75      | 15.22      | 15.75      | q                    |
| 13      | A     | Isaac Kirwa Yego     | Quênia            | 15.72      | X          | X          | 15.72      |                      |
| 14      | A     | Pratchaya Tepparak   | Tailândia         | X          | 15.57      |            | 15.57      |                      |
| 15      | A     | Emmanouíl Makrís     | Grécia            | 15.55      | 15.22      | 15.20      | 15.55      |                      |
| 16      | B     | Cheikh Abba Badji    | Senegal           | 15.01      | 14.66      | 15.48      | 15.48      |                      |
| 17      | A     | Ruslan Kurbanov      | Uzbequistão       | X          | 15.43      | 15.47      | 15.47      |                      |
| 18      | A     | Felix Obi            | Estados Unidos    | 14.96      | 15.45      | 13.65      | 15.45      |                      |
| 19      | B     | Martin Koch          | Eslováquia        | X          | X          | 15.31      | 15.31      |                      |
| 20      | B     | Talal Salem          | Kuwait            | 14.94      | 14.98      | 15.30      | 15.30      |                      |
| 21      | A     | Hiroaki Yonezawa     | Japão             | 14.71      | 14.96      | 15.23      | 15.23      |                      |
| 22      | B     | Rajasekar Raja       | Índia             | 15.19      | 14.99      | 14.84      | 15.19      | Recorde da temporada |
| 23      | B     | Jarrion Lawson       | Estados Unidos    | 14.22      | 15.11      | 15.18      | 15.18      |                      |
| 24      | A     | Steve Waithe         | Trinidad e Tobago | 15.12      | 14.96      | 14.91      | 15.12      |                      |
| 25      | A     | Ihab El Hajri        | Marrocos          | 14.70      | 15.12      | 14.80      | 15.12      |                      |
| 26      | A     | Goabaone Mosheleketi | Botswana          | X          | X          | 15.10      | 15.10      |                      |
| 27      | B     | Vladimir Pototskiy   | Cazaquistão       | X          | 14.96      | 14.97      | 14.97      |                      |
| 28      | B     | Lathone Collie-Minns | Bahamas           | X          | X          | 13.30      | 13.30      |                      |
| –       | B     | Levon Aghasyan       | Armênia           | X          | X          | X          | NM         |                      |

### Final
A prova final foi realizada no dia 15 de julho ás 18:35. 
| Posição           | Atleta               | Nacionalidade | Tentativas | Tentativas | Tentativas | Tentativas | Tentativas | Tentativas | Resultados | Notas           |
| Posição           | Atleta               | Nacionalidade | 1          | 2          | 3          | 4          | 5          | 6          | Resultados | Notas           |
| ----------------- | -------------------- | ------------- | ---------- | ---------- | ---------- | ---------- | ---------- | ---------- | ---------- | --------------- |
| Medalha de ouro   | Pedro Pichardo       | Cuba          | X          | 16.62      | 16.79      | -          | X          | -          | 16.79      | WJL             |
| Medalha de prata  | Artem Primak         | Rússia        | 16.43      | 16.20      | X          | 16.41      | 16.60      | 16.34      | 16.60      |                 |
| Medalha de bronze | Latario Collie-Minns | Bahamas       | 15.98      | 16.37      | 16.28      | 14.26      | X          | 16.04      | 16.37      |                 |
| 4                 | Georgi Tsonov        | Bulgária      | X          | X          | 16.01      | X          | 15.69      | 16.10      | 16.10      |                 |
| 5                 | Henrique da Silva    | Brasil        | 16.04      | X          | X          | X          | 15.80      | 15.53      | 16.04      | Recorde pessoal |
| 6                 | Lasha Gulelauri      | Geórgia       | 15.39      | 16.00      | 15.70      | X          | X          | 15.08      | 16.00      |                 |
| 7                 | Haitao Fu            | China         | 15.93      | X          | 15.65      | -          | X          | -          | 15.93      |                 |
| 8                 | Nikólaos Tsiókos     | Grécia        | 15.91      | 15.38      | 14.78      | X          | 15.66      | X          | 15.91      |                 |
| 9                 | Clive Pullen         | Jamaica       | 15.03      | 15.41      | 15.79      |            |            |            | 15.79      |                 |
| 10                | Daniel Pacheco       | Espanha       | X          | 15.75      | X          |            |            |            | 15.75      |                 |
| 11                | Simon Karlén         | Suécia        | 15.22      | 14.27      | 15.27      |            |            |            | 15.27      |                 |
| 12                | Kauam Bento          | Brasil        | X          | X          | 14.58      |            |            |            | 14.58      |                 |

Legenda
| Recorde mundial       | Recorde mundial (World record)               |                       | Recorde africano                      | Recorde africano (African) |                                           | Q | Classificado por posição (Qualified) |
| Recorde do campeonato | Recorde do campeonato (Championship record)  | Recorde da América    | Recorde da América (Americas)         | q                          | Classificado por melhor tempo (Qualified) |   |                                      |
| Melhor marca do ano   | Melhor marca do ano (World leading)          | Recorde asiático      | Recorde asiático (Asian)              | DNS                        | Não largou (Did not start)                |   |                                      |
| Recorde nacional      | Recorde nacional (National record)           | Recorde europeu       | Recorde europeu (European)            | DNF                        | Não terminou (Did not finish)             |   |                                      |
| Recorde pessoal       | Recorde pessoal do atleta (Personal best)    | Recorde da Oceania    | Recorde da Oceania (Oceania)          | DSQ / DQ                   | Desclassificado (Disqualified)            |   |                                      |
| Recorde da temporada  | Recorde da temporada do atleta (Season best) | Recorde sul-americano | Recorde sul-americano (South America) | NM                         | Sem marca (No mark)                       |   |                                      |